# 蒲田

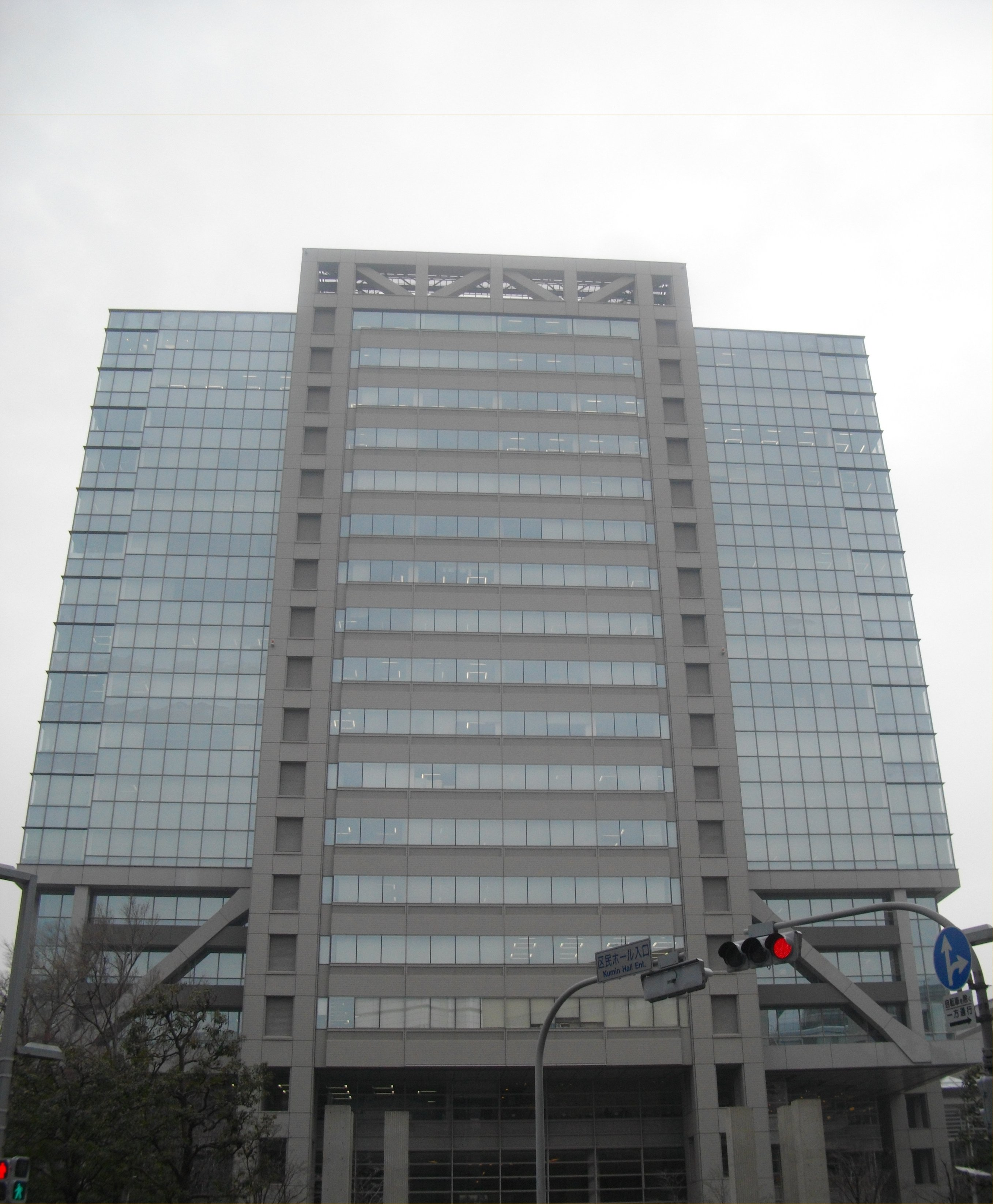
アロマスクエア（松竹蒲田撮影所跡地に建つ）

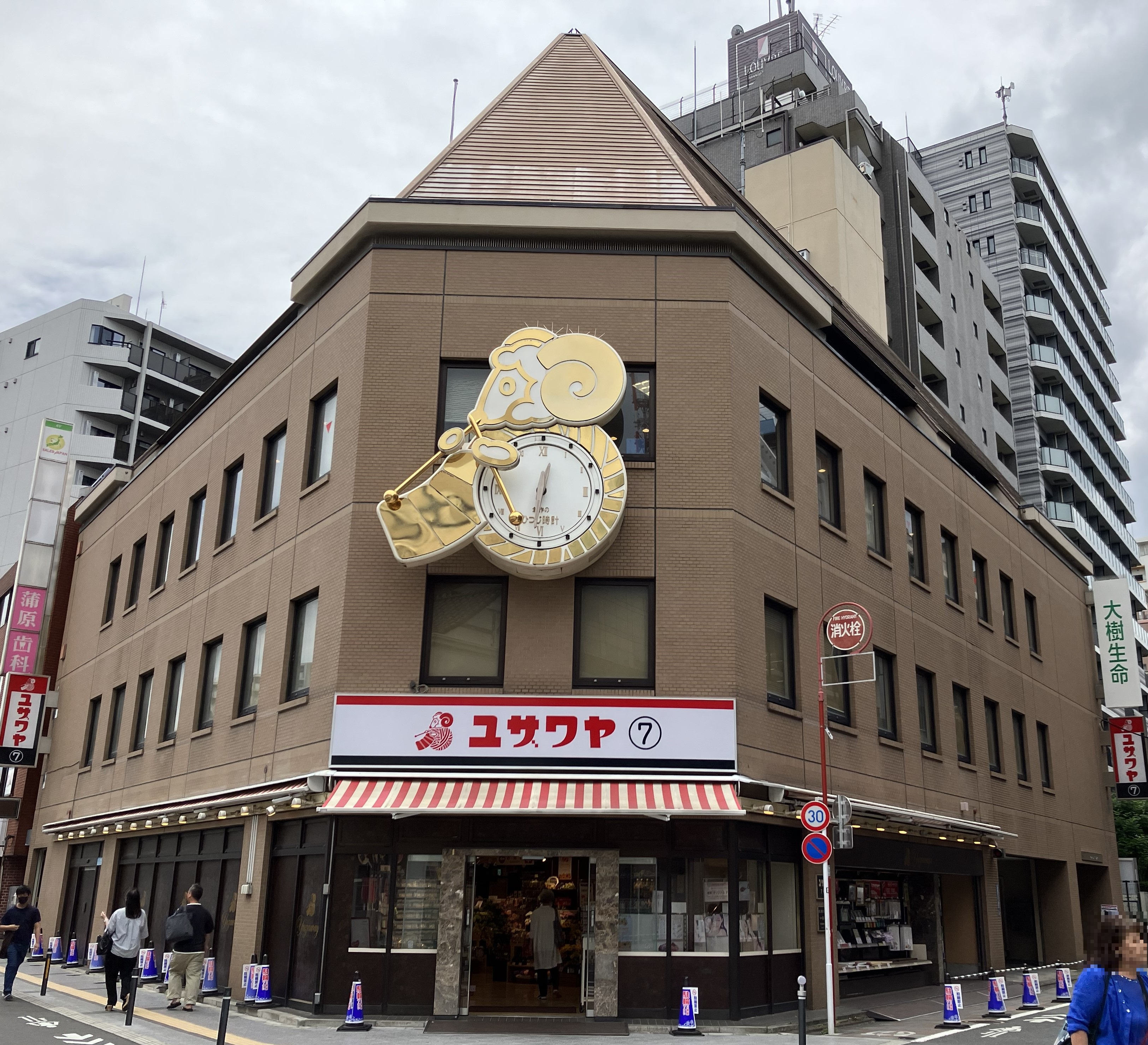
ユザワヤ蒲田店7号館

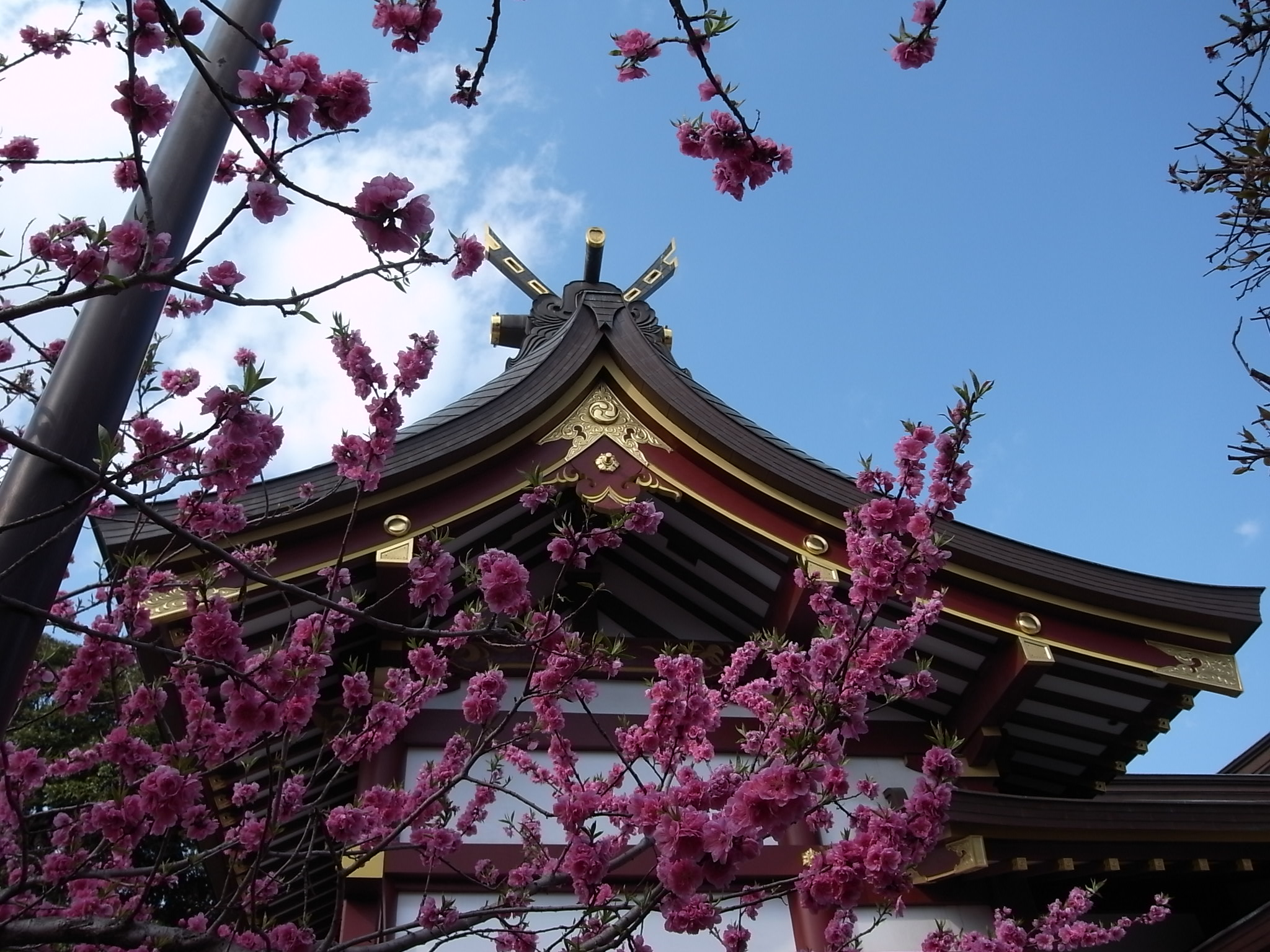
薭田神社

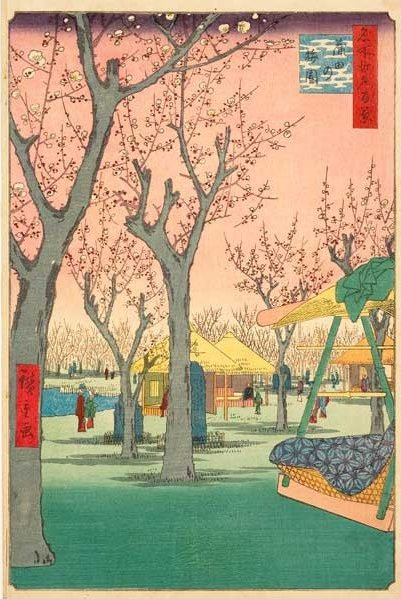
『蒲田の梅園』（歌川広重画）

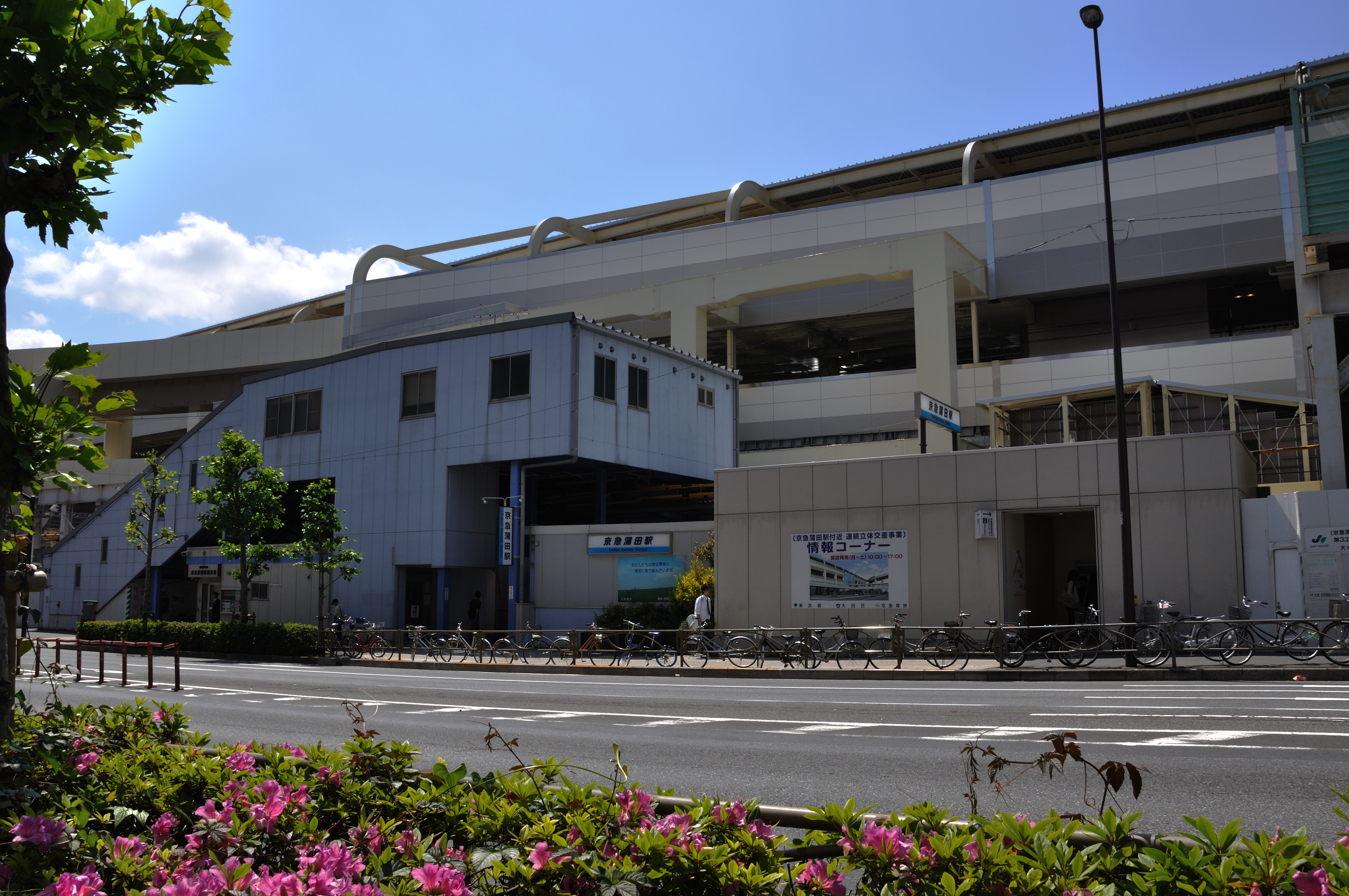
京急蒲田駅

蒲田（かまた）は、東京都大田区の町名。また、蒲田駅や京急蒲田駅を中心とした繁華街。現行行政区画は、蒲田一丁目から蒲田五丁目。そのほか、「蒲田」がつく町名としては、隣接する西蒲田、東蒲田、蒲田本町、新蒲田、南蒲田がある。
羽田空港が近隣にある地域である。

## 概要
東京市に編入前の蒲田町、もしくは大森区と合併前の旧蒲田区を前身とする。広域地名としては、JR、および東急の駅を中心とした、蒲田・西蒲田・蒲田本町の北端を中心としたエリア一帯を指すことが多い。このエリア全体で見ると、中心部にJR京浜東北線、隣接して東急池上線・東急多摩川線の蒲田駅、東端に京急本線・京急空港線の京急蒲田駅がある。JR蒲田駅と、京急蒲田は道なりで約830m（徒歩11分）離れている。また、西端の先には、池上線の蓮沼駅がある。
町名としての「蒲田」に所在する鉄道駅は、JRの蒲田駅（東急の駅は西蒲田に所在）、京急本線の梅屋敷駅、京急蒲田駅である。蒲田駅周辺は空襲により太平洋戦争末期に焦土となり、復興の土地区画整理事業により現在の街並みの原型が形成された。街は京浜東北線により東西に分断され、北端は呑川、南端は東京都道311号環状八号線、西端は池上線、東端は第一京浜とする、おおよそ東西1.6km、南北800m程度のエリアに商業地が集中し、近隣に伸びる多摩堤通り、大城通り沿道付近にも一定の商業集積が見られる。都心から外れる地区では有数の繁華街、商業地区である。また、ランドマークとしてはJR駅東口近くにアロマスクエアおよびアプリコが、JR駅西口付近には、ユザワヤ、ドン・キホーテ、東急駅ビルの蒲田東急プラザがある。また、京急蒲田駅先には大田区産業プラザがある。
駅周辺は繁華街となっているが、商業地を抜けると高校や大学、専門学校なども多く、駅周辺の光景とは正反対の閑静で緑地の多いエリアが広がっている。また、特定機能病院である東邦大学医療センター大森病院(現在は大森西七丁目となっているが旧町名では本蒲田)、地域医療支援病院である東京蒲田医療センター(南蒲田二)、牧田総合病院(西蒲田八)をはじめ、病院や診療所など医療機関も充実している。

### 歴史
蒲田は古い地名で、かつては蒲田郷と呼ばれていた。927年の延喜式神名帳に荏原郡の社として蒲田の薭田神社が上げられている。中世には、武蔵江戸氏の支流一族である江戸蒲田氏が蒲田郷を領地とした。後北条氏が作成した小田原衆所領役帳にも蒲田氏の一族が蒲田周辺を所領としていたことが記されている。
新編武蔵風土記稿によると、かつて蒲田は梅の木村と呼ばれ、梅の名所であった。江戸時代には歌川広重が蒲田の梅を描いており、蒲田梅屋敷と呼ばれた。現在でも蒲田の属する大田区の「区の花」は梅である。
1945年4月15日の空襲（城南空襲）により蒲田駅周辺は太平洋戦争末期に焦土となった。
1969年（昭和44年）11月16日、佐藤栄作首相（当時）の訪米を阻止しようとするデモ隊と機動隊が、国鉄蒲田駅（当時）東口付近で激突したほか京急蒲田駅でも火炎瓶が投げられる暴動状態となり（佐藤首相訪米阻止闘争）一帯は火の海と化した。逮捕者は1,600人を超える事態となった。
また、学生の騒動に対し地元商店街の関係者が自警団を組織して対抗し、一部では衝突する騒ぎとなった。
2019年（令和元年）10月1日、東京都は蒲田五丁目を暴力団排除条例に基づき暴力団排除特別強化地域に指定した。地域内では暴力団員との間でみかじめ料のやりとりや便宜供与などが禁止され、違反者は支払った側であっても懲役1年以下または罰金50万円以下の罰則が科される。
2024年に警視庁が取りまとめた『令和5年区市町村の町丁別、罪種別及び手口別認知件数』では、蒲田五丁目で2023年に発生した犯罪認知件数は358件とされており、東京23区の中で7番目に多い町とされている。

### 行政
東口には大田区の行政関連施設が集中しており（後述）、大田区行政の中心となっている。
警察管轄は東・西口共に警視庁蒲田警察署だが、消防管轄は東口：蒲田消防署、西口：矢口消防署となる。

### 教育
当地域には東京工科大学蒲田キャンパス、日本工学院専門学校、佐伯栄養専門学校、東京誠心調理師専門学校、東京実業高等学校、東京都立大森高等学校、東京都立蒲田高等学校や、大田区立蒲田中学校や大田区立東蒲中学校、大田区立蒲田小学校などの教育機関が存在する。
近隣の本羽田には蒲田女子高等学校が立地する。

### 地価
住宅地の地価は、2025年（令和7年）1月1日の公示地価によれば、蒲田4-36-9の地点で61万円/m2となっている。

### その他
明治時代には、東口先（現：アロマスクエア一帯）には松竹蒲田撮影所があり、蒲田の名は「映画の都」として全国的に有名となった。しかし、蒲田の映画館は2019年9月を最後に幕を閉じた。

現在はNPO法人ワップフィルムが、映画の街「蒲田」の復活と映画産業の振興に貢献している。。東蒲田２丁目蒲田キネマ跡地辺りにミニシアターと多目的ホールの役割を備えたキネマフューチャーセンターがあり、ワップフィルム製作映画が全国区に波及している。監督は高橋和勧。
周辺には黒湯とよばれるメタケイ酸系の鉱泉が多数湧出しており、宿泊施設や銭湯などで利用されている。大田区出身ミュージシャンのバクザンが黒湯をテーマに作った「NEW蒲田温泉」という歌がある。
羽田空港が近く、京急蒲田駅からは空港線電車が、JR蒲田駅東口からは空港行路線バスが早朝から運行しており、空港アクセス拠点のひとつとなっている。

## JR蒲田駅 西口・南口
単に西口と呼ばれることも多い。
駅前はロータリーになっており、並木道が伸びている。東急バスが発着する。東急プラザ、グランデュオ、ユザワヤ等の大型店が存在する一方、全蓋式アーケード商店街（サンライズ蒲田、サンロード蒲田）が形成されている。このため通行人が多く、国政選挙などの際には街頭演説が頻繁に行われる地点でもある。また、パチンコ・スロット店が密集しており、東京都内屈指の激戦地区である。そのため、景品交換所（TUCショップ）が非常によく見受けられる。2005年12月には、蒲田駅西口商店街に防犯カメラが設置された。東京工科大学蒲田キャンパスや日本工学院専門学校、富士通ソリューションスクエアがあるのもこの西口となる。

## JR蒲田駅東口～京急蒲田駅
駅前はモヤイ像、上昇気流等が置かれたロータリーになっており、補助36号線が通っている。京浜急行バスが発着する。20世紀初頭には松竹蒲田撮影所があった。現在はグランデュオ、マルエツ等の商業施設、大田区役所、区民ホール（アプリコ）、警察署、税務署、郵便局、年金事務所、労働基準監督署、図書館等の行政関連施設が集積している。また、アロマスクエアを始めとするビジネス街も形成されている。
蒲田駅と京急蒲田駅の両駅は道のりで約830m離れており、その道のりには連綿と商店が続いており、京急蒲田駅付近には全蓋式アーケード商店街（あすと）が形成されている。2005年10月には蒲田駅東口商店街に防犯カメラが設置された。
京急蒲田駅東側を京急本線と並走するように通っている第一京浜は箱根駅伝のコースであり、空港線が交差する京急蒲田空港線第一踏切道は、かつて選手が電車通過時に止められる可能性がある場所であった。近年は京急が選手の通過を優先する運行形態にしていたため、選手が止められることはなくなっていた。京急蒲田駅を中心とする高架化事業の進展により、2013年の箱根駅伝大会までにこの踏切は廃止された。

## 地名の由来
- 湿地に溝を掘ると水が抜けて乾燥地が出来る。これを蒲池と呼ぶがそれが転じた
- かつてこの辺り一帯は沼地であり、それにちなみ泥深い田地を示す「蒲田」から来ている
- 飛び越えた所や沼の中の島などを意味するアイヌ語の「カマタ」から来ている

など、諸説ある。昔は「鎌田」とも呼ばれていた。『和名類聚抄』にも記載があり、奈良・平安時代から続く古い地名である。

## 将来計画

### 立体交差事業
かつては京急蒲田駅南側に環八通り（東京都道311号環状八号線）と京急本線の踏切、東側に第一京浜（国道15号）と京急空港線の踏切、さらに第一京浜と環八通りの平面交差（南蒲田交差点）があり交通渋滞が恒常化していたが、2002年（平成14年）から京急蒲田駅の改良も含めた踏切解消のための京急線連続立体交差工事が2012年（平成24年）10月21日に、2001年（平成13年）から第一京浜と環八通りの立体交差工事（第一京浜が環八通りをアンダーパスする）が2012年（平成24年）12月9日に、それぞれ完了したことから交通渋滞は大幅に緩和された。

### 蒲蒲短絡線
蒲田駅と京急蒲田駅を結ぶ路線として蒲蒲線の建設計画がある。現在も大田区は建設推進に意欲を見せているが、建設・開業に向けた具体的な進捗はほとんどない。

## かつて存在した施設等
- 公共施設
  - 蒲田区役所(旧町名本蒲田二丁目二六に所在)
  - 大田区産業会館(跡地に大田区蒲田庁舎が所在)
  - 荏原市場蒲田分場(跡地に大田区産業プラザ、他が所在)
  - 蒲田工業學校(東京市立。昭和15年設立。旧町名蓮沼一丁目六。現在、跡地に都立大森高等学校が所在)
  - 大田区立蓮沼小学校（→就労継続支援B型事業所「樹林館」 - ウェイバックマシン（2012年3月9日アーカイブ分））
  - 大田区民センター　2018年閉鎖。
  - 日本電信電話公社蒲田支店（→2010年跡地にネクストサイト蒲田ビルが竣工）
  - 大田区立北蒲小学校(ほっぽしょうがっこう)
- 商業施設
  - 松芳百貨店(旧町名御園一ノ二五ノ一六に所在)
  - 京濱百貨店蒲田分店(旧町名本蒲田三ノ一〇ノ三に所在)
  - 丸高均一店蒲田ストア(旧町名本蒲田三ノ一五に所在)　
  - 東横興業蒲田店(旧町名御園一ノ二六に所在。現在の東急プラザ蒲田店の前身)　
  - 東口：パリオ（1962年開業→2008年グランデュオ蒲田東館）
  - 西口：サンカマタ（1970年開業→2008年グランデュオ蒲田西館）
  - 丸井（→スキップ→蒲田東急プラザANNEX→2009年5月31日閉館→2009年10月30日→ドン・キホーテ蒲田駅店新館）
  - イトーヨーカドー（→つるかめランド他が居抜き出店）現在は肉のハナマサ
- 企業
  - 新潟鐵工所（跡地にはUR蒲田本町一丁目団地と東京都立蒲田高等学校が所在）
  - 黒澤商店蒲田工場
- 金融機関
  - 日本信託銀行（東口にて営業していたが、撤退のため閉鎖、現在はメガネドラッグ）
  - 東京銀行（東口にて東京三菱銀行店舗として営業していたが、支店統廃合により東口旧三菱銀行店舗存続のため閉鎖、現在はセブンイレブン店舗）
  - 太陽神戸銀行（東口にてさくら銀行蒲田東支店として営業していたが、支店統廃合により東口旧住友銀行店舗存続のため閉鎖、三井住友銀行ATM東日本支店蒲田東出張所が長らく支店時代の建物のまま設置されていた。その後、ビル解体に伴い出張所を閉鎖。2016年に旧太陽神戸銀行敷地に竣工した新ビルに旧住友銀行店舗に置かれていた支店が、移転。現在は蒲田支店として営業。なお、元々は神戸銀行蒲田支店として開業した場所である。）
  - 東海銀行（支店統廃合により東口旧三和銀行店舗存続のため閉鎖、現在はソニー損害保険）
  - 第一勧業銀行（西口にてみずほ銀行支店として営業していたが、支店統廃合により東口旧富士銀行店舗存続のため閉鎖、現在はパチンコホール）
  - 平和相互銀行（西口にて住友銀行店舗として営業していたが閉鎖）
  - 北海道拓殖銀行（西口にて中央三井信託銀行店舗として営業していたが撤退のため閉鎖、現在は賃貸マンション）
  - 中央信託銀行（現在は居酒屋）
  - 東京相和銀行（現在は駐車場）
  - 新潟中央銀行（現在は東横イン）
  - 静岡中央銀行（西口にて営業していたが、撤退のため閉鎖）
  - 新銀行東京蒲田出張所窓口（第一屋製パン本社に併設されていたが、現在はローソン。ATMなし）
  - ゆうちょ銀行デイリーヤマザキ梅屋敷店内出張所（コンビニごと廃業、現在はセブン-イレブン）
- 娯楽施設
  - 蒲田東急スケートセンター(跡地に大田区民ホールアプリコが竣工)
  - 蒲田キネマ　映画館。1945年閉館。
  - 蒲田スカラ座　映画館。
  - 蒲田帝都座　映画館。
  - 蒲田名画座　映画館。
  - 蒲田松竹　映画館。
  - 蒲田東映　映画館。
  - 蒲田日活　映画館。
  - 蒲田パレス座　映画館。1995年閉館。
  - 蒲田宝塚・テアトル蒲田　映画館。2019年閉館。
  - 蒲田ミュージックホール ストリップ劇場。1953年開館。
- 鉄道
  - 旧蒲蒲短絡線（JR蒲田駅付近から羽田空港に向かう鉄道）
- 路線バス
  - 東急バス：蒲02
  - 東急バス：蒲13
  - 京急バス：115系統

## 蒲田(町丁名)

### 世帯数と人口
2024年（令和6年）4月1日現在（東京都発表）の世帯数と人口は以下の通りである。
| 丁目       | 世帯数     | 人口     |
| ---------- | ---------- | -------- |
| 蒲田一丁目 | 4,385世帯  | 6,775人  |
| 蒲田二丁目 | 2,374世帯  | 3,719人  |
| 蒲田三丁目 | 2,066世帯  | 3,462人  |
| 蒲田四丁目 | 3,383世帯  | 5,001人  |
| 蒲田五丁目 | 2,959世帯  | 3,982人  |
| 計         | 15,167世帯 | 22,939人 |

#### 人口の変遷
国勢調査による人口の推移。
| 年                 | 人口   |
| ------------------ | ------ |
| 1995年（平成7年）  | 18,705 |
| 2000年（平成12年） | 19,754 |
| 2005年（平成17年） | 19,411 |
| 2010年（平成22年） | 21,817 |
| 2015年（平成27年） | 22,941 |
| 2020年（令和2年）  | 24,205 |

#### 世帯数の変遷
国勢調査による世帯数の推移。
| 年                 | 世帯数 |
| ------------------ | ------ |
| 1995年（平成7年）  | 8,964  |
| 2000年（平成12年） | 10,075 |
| 2005年（平成17年） | 10,411 |
| 2010年（平成22年） | 12,794 |
| 2015年（平成27年） | 14,352 |
| 2020年（令和2年）  | 15,508 |

### 学区
区立小・中学校に通う場合、学区は以下の通りとなる（2023年3月時点）。
| 丁目       | 番地                                      | 小学校             | 中学校             |
| ---------- | ----------------------------------------- | ------------------ | ------------------ |
| 蒲田一丁目 | 全域                                      | 大田区立蒲田小学校 | 大田区立蒲田中学校 |
| 蒲田二丁目 | 全域                                      | 大田区立蒲田小学校 | 大田区立蒲田中学校 |
| 蒲田三丁目 | 全域                                      | 大田区立蒲田小学校 | 大田区立蒲田中学校 |
| 蒲田四丁目 | 1〜23番 48〜50番                          | 大田区立蒲田小学校 | 大田区立蒲田中学校 |
| 蒲田四丁目 | 24〜47番                                  | 大田区立新宿小学校 | 大田区立蒲田中学校 |
| 蒲田五丁目 | 13番の一部 32〜35番 37番 40〜50番         | 大田区立新宿小学校 | 大田区立蒲田中学校 |
| 蒲田五丁目 | 1〜12番 13番の一部 14〜31番 36番 38〜39番 | 大田区立蒲田小学校 | 大田区立蒲田中学校 |

### 事業所
2021年（令和3年）現在の経済センサス調査による事業所数と従業員数は以下の通りである。
| 丁目       | 事業所数    | 従業員数 |
| ---------- | ----------- | -------- |
| 蒲田一丁目 | 186事業所   | 1,596人  |
| 蒲田二丁目 | 152事業所   | 794人    |
| 蒲田三丁目 | 123事業所   | 811人    |
| 蒲田四丁目 | 341事業所   | 3,296人  |
| 蒲田五丁目 | 888事業所   | 19,358人 |
| 計         | 1,690事業所 | 25,855人 |

#### 事業者数の変遷
経済センサスによる事業所数の推移。
| 年                 | 事業者数 |
| ------------------ | -------- |
| 2016年（平成28年） | 1,721    |
| 2021年（令和3年）  | 1,690    |

#### 従業員数の変遷
経済センサスによる従業員数の推移。
| 年                 | 従業員数 |
| ------------------ | -------- |
| 2016年（平成28年） | 20,659   |
| 2021年（令和3年）  | 25,855   |

### 施設
- 大田区役所(五丁目)
- JR蒲田駅(五丁目)
- 京急蒲田駅
- 梅屋敷駅
- アロマスクエア(五丁目)
- 佐伯栄養専門学校(五丁目)
- 大田区立蒲田中学校
- 大田区立蒲田小学校
- 大田区立新宿小学校
- グランデュオ蒲田東館(五丁目)
- 梅屋敷公園(三丁目)

#### 神社・仏閣
- 稗田神社(三丁目)
- 蒲田八幡神社(四丁目)
- 椿神社(二丁目)
- 栄林寺(三丁目)

## その他

### 日本郵便
- 郵便番号 : 144-0052[2]（集配局 : 蒲田郵便局[20]）。